# Razgrad Peak
Razgrad Peak är en bergstopp i Antarktis. Den ligger i Sydshetlandsöarna. Argentina, Chile och Storbritannien gör anspråk på området. Toppen på Razgrad Peak är 52 meter över havet.
Terrängen runt Razgrad Peak är kuperad åt nordost, men åt sydväst är den platt. Havet är nära Razgrad Peak åt sydväst. Trakten är glest befolkad. Närmaste befolkade plats är Maldonado Station, 10,6 kilometer norr om Razgrad Peak. 